# ریچارد فلش
ریچارد فلش (انگلیسی: Richard Flash؛ زادهٔ ۸ آوریل ۱۹۷۶) بازیکن فوتبال اهل بریتانیا است.
از باشگاه‌هایی که در آن بازی کرده‌است می‌توان به باشگاه فوتبال استون ویلا، باشگاه فوتبال ولورهمپتون واندررز، باشگاه فوتبال لینکولن سیتی، باشگاه فوتبال منچستر یونایتد، باشگاه فوتبال پلیموث آرگیل، و باشگاه فوتبال واتفورد اشاره کرد.